# Abū Nuʿaim
Abū Nuʿaim al-Isfahānī (arabisch أبو نعيم الأصـفـهـانـي, DMG Abū Nuʿaim al-Iṣfahānī; geboren im Januar/Februar 948; gestorben am 23. Oktober 1038 in Isfahan)  war ein persischer Theologe aus der schafi'itischen Rechtsschule (madhhab) und berühmter Hadith-Sammler. Er ist Verfasser von mehr als hundert Schriften.

## Leben
Abū Nuʿaim entstammte einer persischen Familie und war ein Zeitgenosse Avicennas. Sein Großvater war ein namhafter Asket, der sich zum Islam bekehrte. Sein Vater war Gelehrter. Ab dem sechsten Lebensjahr erhielt Abū Nuʿaim Unterricht von bedeutsamen Lehrern. Ab dem Jahr 967 bereiste er den Hedschas, Irak und Chorasan. Erbitterte Dispute zwischen Schāfiʿiten und Hanbaliten führten später dazu, dass er die große Moschee Isfahans nicht mehr betreten durfte und sogar die Stadt verlassen musste. Dies soll ihm das Leben gerettet haben, da Masud I. von Ghazni die Stadt eroberte und ein Massaker in der Moschee anrichten ließ.

## Werke
- Ḥilyat al-auliyāʾ wa-ṭabaqāt al-aṣfiyāʾ (Der Schmuck der Gottesfreunde und die Klassen der Aufrichtigen), Sammlung von Biographien frommer Männer und Frauen vom frühen Islam bis zum 10. Jahrhundert, die Abū Nuʿaim der Sufik zurechnet. Die Beiruter Ausgabe (Dār al-Kutub al-ʿIlmīya, 1987) umfasst zehn Bände Digitalisat. Im ersten und zweiten Band gibt Abū Nuʿaim eine Beschreibung der Ahl as-Suffa. Muhammad Al-Akili erstellte von dem Werk unter dem Titel „The Beauty of the Righteous & Ranks of the Elite: A Collection of 1000 Rare Accounts of the Blessed Companions of God's Messenger Muhammad“ eine englische Auswahlübersetzung (Pearl Publishing House 1995).
- Dalāʾil an-nubūwa (Nachweis der Propheteneigenschaft des Propheten Muḥammad). Das Werk wurde in Haidarābād (Maṭbaʾat Maǧlis Dāʾirat al-maʿārif al-ʿuṯmānīya) 1977 gedruckt und von Sameh Strauch unter dem Titel Virtues of the Prophet revealed in the Quran ins Englische übersetzt (Ibn Mas'ud Institute, 2005)
- Kitāb Ḏikr aḫbār Iṣbahān (Geschichte Isfahans). Das Werk wurde nach der Leidener Handschrift von Sven Dedering ediert (Brill, Leiden, 1931–1934).
- Ṭibb an-nabī („Die Medizin des Propheten“)